# Свобода передвижения рабочей силы в Европейском союзе
Свобода передвижения рабочей силы — раздел политики acquis communautaire Европейского союза. Является составляющей политики свободного передвижения лиц и одной из четырёх свобод ЕС (свобода движения товаров, свобода движения услуг, свобода перемещения рабочей силы свобода движения капитала). Свобода перемещения рабочей силы регулируется статьей 45 TFEU, которая утверждает следующее:
1.	Внутри Союза обеспечивается свободное передвижение работников.
2.	Оно предполагает отмену любой дискриминации по признаку национального гражданства между работниками государств-членов   в вопросах трудовой деятельности, заработной платы и других условий труда.
3.	При соблюдении ограничений, являющихся оправданными по соображениям общественного порядка, общественной безопасности и общественного здоровья, оно включает в себя право:
а) принимать реально предлагаемую работу;
b)	свободно перемещаться с этой целью по территории государств-членов;
c)	проживать на территории любого из государств-членов для осуществления там трудовой деятельности в соответствии с законодательными, регламентарными и административными положениями, регулирующими трудовую деятельность национальных работников;
d)	при соблюдении условий, которые будут установлены регламентами Комиссии, оставаться на территории государства-члена после осуществления там трудовой деятельности.
2. Положения настоящей статьи не подлежат применению к работе в публичной администрации.

## История
Статья 69 Парижского договора об учреждении Европейского объединения угля и стали устанавливает право на свободное передвижение работников в этих отраслях. Часть 3 Римского договора о создании Европейского экономического сообщества предоставляет право на свободное передвижение рабочей силы в рамках Европейского экономического сообщества. Директива 2004/38/ЕС о праве на свободное передвижение и проживание объединяет различные аспекты права на передвижение в одном документе, заменив директиву 1968/360/EEC. В нём также уточняется процедурные вопросы, а также закрепляются права членов семьи граждан Европейского союза пользоваться свободой передвижения.

## Определение понятия «работник»
В решениях Суда Европейского союза нередко указывалось, что определение термина «работник» идёт в соответствии с правом союза, а не с национальным правом его государств-членов.
- Целевое назначение: согласно прецеденту, установленному Европейским судом, права свободного передвижения работников применяется независимо от цели работника в принятии на работу за рубежом,[7] кроме случаев, когда работа предоставлена исключительно с целью интеграции работника в общество.[8]
- Время обязательства: право свободного передвижения относится как к полному, так и к неполному рабочему дню, при условии, что работа является эффективной и настоящей[7][9]
- Заработная плата: заработная плата является необходимым условием для профессиональной деятельности работника, однако её размер не влияет на свободу перемещения.[10][11]
- Самозанятость: в случае самозанятости лица, на него распространяется свобода предоставления услуг.

## Пределы права
Право на свободное передвижение в отношении возможных правовых отношений занятости включено в систему законодательных актов Европейского сообщества. Четкие правовые рамки свободы перемещения рабочей силы были сформованы прецедентами Европейского суда, Европейскими директивами и Европейскими постановлениями.